# Reformas de base

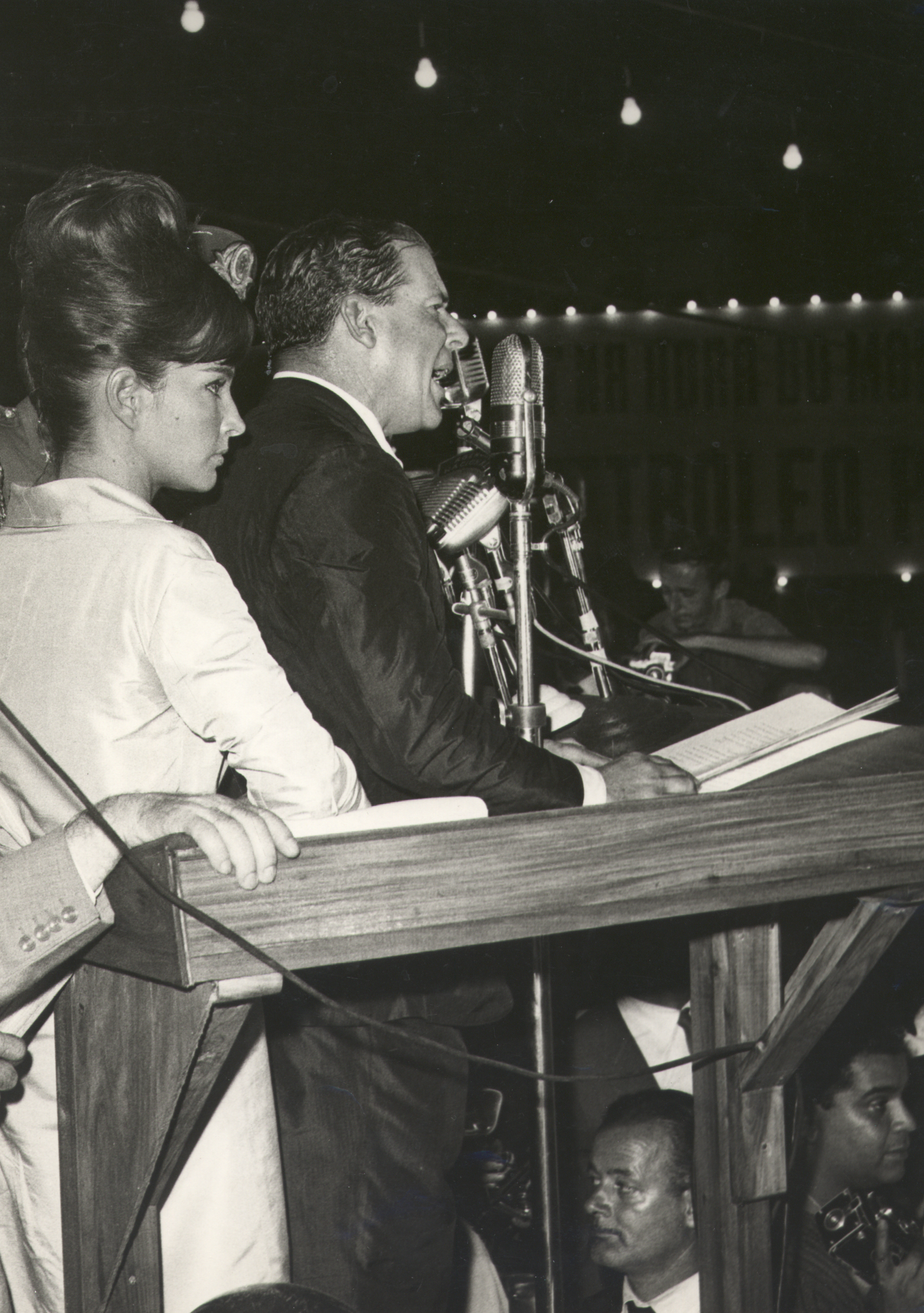
João Goulart discursa no Comício da Central, em 13 de março de 1964, anunciando as reformas de base.

Reformas de base foi o nome dado pelo 24° presidente do Brasil, João Goulart, às reformas estruturais propostas por sua equipe. Estas incluíam os setores educacional, fiscal, político, urbano e agrário.
Ainda durante o governo de Juscelino Kubitschek, o Partido Trabalhista Brasileiro (PTB) começou a discutir um conjunto de propostas que visava promover alterações nas estruturas econômicas, sociais e políticas que garantissem a superação do subdesenvolvimento e permitissem uma diminuição das desigualdades sociais no Brasil. Naquele momento, a definição dessas medidas e de seu alcance ainda era pouco clara. Foi apenas com a chegada do presidente João Goulart à presidência da República, em setembro de 1961, que as chamadas "reformas de base" transformaram-se em bandeiras do novo governo e ganharam maior consistência. Grande parcela dos grupos sociais oriundos das mais diversas origens discutia a forma de evoluir para uma sociedade dita mais justa. Este movimento notadamente progressista procurava uma maneira de implantar as reformas de base.
Dentro do PTB havia uma cisão entre a moderada Frente Progressista de Apoio às Reformas de Base, organizada por iniciativa do ex-ministro da Fazenda San Tiago Dantas, que defendia a implementação gradual  das reformas de base, mas dentro dos princípios democráticos, e a radical Frente de Mobilização Popular, liderada por Leonel Brizola, que exigia o abandono da política de conciliação e a execução imediata de ditas reformas.
As propostas da Reforma de Base inspiraram a Constituição brasileira de 1988, que adotou uma parte das suas propostas, como a função social da propriedade, o voto dos analfabetos, a medida provisória e as intervenções do Estado na economia.

## As Reformas pretendidas
No que se refere a essas reformas, destacaram-se no Governo João Goulart as seguintes medidas:
- Reforma agrária: consistia em promover a democratização da terra, paralelamente à promulgação do Estatuto do Trabalhador Rural, estendendo ao campo os principais direitos dos trabalhadores urbanos. Nessa área, havia um decreto que previa a desapropriação das áreas rurais inexploradas ou exploradas contrariamente à função social da propriedade, situadas às margens dos eixos rodoviários e ferroviários federais e as terras beneficiadas ou recuperadas por investimentos da União em obras de irrigação, drenagem e açudagem. No entanto, a implementação da reforma agrária exigia mudança constitucional, já que o governo pretendia que as indenizações aos proprietários fossem pagas com títulos da dívida pública, enquanto que a Constituição previa indenização paga previamente e em dinheiro.
- Reforma educacional: visava a valorização do magistério e do ensino público em todos os níveis, o combate ao analfabetismo com a multiplicação nacional das pioneiras experiências do Método Paulo Freire através do Plano Nacional de Alfabetização (ANA). O governo também se propunha a realizar uma reforma universitária, dando maior autonomia administrativa às instituições de ensino superior, substituindo o sistema de cátedras pelo de departamentos, com isso ele buscava instituir corpos docentes técnicos e científicos ao contrário das indicações arbitrárias das cátedras vitalícias. A reforma universitária teve como principal idealizador o antropólogo Darcy Ribeiro e o seu modelo foi a recém inaugurada Universidade de Brasília (UNB).[7]
- Reforma fiscal: tinha como objetivo promover a justiça fiscal e aumentar a capacidade de arrecadação do Estado. Além disso, pretendia-se limitar a remessa de lucros para o exterior, sobretudo por parte das empresas multinacionais, o que foi feito através do decreto nº 53.451/64.
- Reforma eleitoral: consistia basicamente na extensão do direito de voto aos analfabetos e aos militares de baixa patente. Previa-se também a legalização do Partido Comunista Brasileiro.
- Reforma urbana: entendida como conjunto de medidas do Estado, "visando à justa utilização do solo urbano, à ordenação e ao equipamento das aglomerações urbanas e ao fornecimento de habitação condigna a todas as famílias". O projeto foi elaborado principalmente por urbanistas ligados ao IAB.
- Reforma bancária: teve como objetivo ampliar o acesso ao crédito pelos produtores.

## Bandeira unificadora
O somatório das reformas era chamada de bandeira unificadora, e dela se destacavam vários movimentos. Entre estes, os mais expressivos eram os que procuravam realizar as reformas agrária, educacional, tributária, administrativa e urbana. João Goulart entendia que havia também a necessidade de maior rigor no controle das remessas de lucros ao exterior.
O movimento das reformas de base era resultado das aspirações de pequena parte classe média e dos trabalhadores e de uma minoria empresarial nacionalista.

## O campo e os latifundiários
Em março de 1963, foi aprovado pelo Congresso Nacional o Estatuto do Trabalhador Rural, de autoria do deputado Fernando Ferrari. O estatuto alterava profundamente os dispositivos do processo de reforma agrária; além disso, estendia aos assalariados do campo os mesmos direitos dos trabalhadores urbanos; fortalecia a sindicalização e a organização dos trabalhadores rurais, até então desunidos e sem uma legislação que os protegesse. Até então, os camponeses trabalhavam no sistema de meeiros nos campos dos proprietários de terras. Havia terras cultiváveis no Norte do Paraná, mas muitos não tinham condições de se deslocar para lá.[carece de fontes?]
Segundo a imprensa da época, essa lei desagradou aos grandes latifundiários e empresários do setor. Estes formavam lobbys que atuavam em todos os segmentos da política brasileira.
O estatuto também previa a tomada, sem qualquer compensação, de terras às margens de rodovias federais e estaduais.

## A indústria, o comércio e as multinacionais
A lei 4.131, de 3 de setembro de 1962 dizia:
- "(sic)... fica restringida a remessa de lucros do capital estrangeiro à (sic) uma taxa máxima de dez por cento ao ano sobre o capital investido, excluindo-se os lucros dos re-investimentos (sic) e capitalizados dentro do pais pelo Congresso Nacional".[3][8]

Esta lei alterou profundamente toda a estrutura de contabilidade das grandes empresas estrangeiras, tornando-lhes impossível maquiar os lucros, que chegavam até a casa de 5 000% sobre o capital investido.
A partir da aprovação das duas leis, iniciou-se no país um debate muito forte entre forças conservadoras e progressistas.

## O comício das reformas de base e as medidas tomadas
Em 13 de março de 1964, aconteceu na Central do Brasil um comício no qual Jango divulgou o decreto da Supra, que submetia à desapropriação:
- "(sic)... propriedades rurais superiores a quinhentos hectares, marginais às estradas federais numa faixa de dez quilômetros."
- "(sic)... seriam desapropriadas para fins de reforma agrária as áreas superiores a trinta hectares, marginais dos açudes e obras de irrigação financiadas pelo Governo."
- "(sic)... eram sujeitas a desapropriação e encampação das refinarias privadas em favor da Petrobras".

Esse conjunto de medidas visava, através da desapropriação de terras inexploradas ou de posse da União, fornecer ao trabalhador rural os mesmos direitos do trabalhador urbano e gerar desenvolvimento econômico.

## A reforma urbana e a especulação imobiliária
O projeto de lei de reforma urbana com medidas para a modernização da economia e do país foi enviado a apreciação do Congresso Nacional em 15 de março.
A reforma urbana, entre muitas sugestões, previa:
- "(sic)... concessão aos inquilinos que assim desejassem, o direito de comprar o imóvel ocupado, no caso sua residência, resguardando-se o direito do proprietário de manter sua própria residência excluída de qualquer concessão."
- "(sic)... ao Estado competia avaliar essa compra dentro de preços médios praticados pelo mercado, garantindo o pagamento do imóvel ao seu proprietário nos prazos ajustados entre as partes, com base em uma prestação mensal mínima correspondente a 1% sobre o preço total do imóvel, em valores médios do mercado."

As medidas da reforma urbana afetariam a economia e atingiriam os grandes investidores particulares e grandes companhias imobiliárias. Que gerou muitas disputas políticas do meio urbano da época.
Cerca de 13,5 milhões de famílias brasileiras (30% da população) moravam em imóveis alugados na época.